# Au (Gemeinde Naarn)
Au ist eine Katastralgemeinde der Marktgemeinde Naarn im Machlande im Bezirk Perg in Oberösterreich, mit dem Ort Au an der Donau als Hauptort. Sie stellte bis 1937 eine eigenständige politische Gemeinde dar.

## Geografie

### Ortschaften, Einwohner
Die im westlichen Teil der Marktgemeinde Naarn im Machlande gelegene Katastralgemeinde hat 1.142 Einwohner (Volkszählung 2001), die sich auf das Dorf Aist (eine Ortschaft mit dem Weiler Winkl, zusammen 98), den Markt Au an der Donau (Ortschaft, 829 Einwohner), die Rotte Oberwagram (Ortschaft mit der Rotte Brand, 119 Einwohner) sowie die Dörfer Ober- und Niedersebern (Ortschaft Sebern, 96 Einwohner) verteilen.
Für den Markt Au an der Donau (ohne die Ortschaften Aist, Oberwagram, Ober- und Untersebern) ist eine historische Entwicklung der Häuser und Einwohner verfügbar:
In Au an der Donau standen 1449 (Urbar Wallsee), 1528 (lt. Heimatbuch Tragwein) und 1539 (Urbar Spielberg der Herrschaft Steyregg) jeweils 15 Häuser. Ab 1750 stieg die Anzahl der Häuser von 36 auf 43 im Jahr 1794 und 47 im Jahr 1825. 1825 wurde die Anzahl der Einwohner mit 284 angegeben, 1869 in 50 Häusern 342 Einwohner, 1951 in 73 Häusern 408 Einwohner, 1961 in 79 Häusern 429 Einwohner, 1971 in 86 Häusern 427 Einwohner, 1981 in 119 Häusern 463 Einwohner, 1991 in 193 Häusern 661 Einwohner und 2001 in 247 Häusern 829 Einwohner.

### Grenzen
Die Katastralgemeinde Au grenzt an die Katastralgemeinde Naarn in der Marktgemeinde Naarn im Machlande und im Uferbereich der Donau im südöstlichsten Punkt an die Katastralgemeinde Ruprechtshofen. Im Westen grenzt sie, getrennt durch die Aist, an die Katastralgemeinde Haid in der Marktgemeinde Mauthausen, und im Norden an die Katastralgemeinde Schwertberg in der Marktgemeinde Schwertberg, sowie an die Katastralgemeinde Weinzierl in der Stadtgemeinde Perg. Im Süden bildet die Donau die Grenze zur niederösterreichischen Gemeinde Sankt Pantaleon-Erla.

### Gewässer
Die Katastralgemeinde ist geprägt von der Aist und der Donau. Der Aist-Mühlbach wird von Aist und Donau gespeist und fließt zunächst durch die Katastralgemeinden Au, Naarn und Ruprechtshofen in die Katastralgemeinde Langacker in der Gemeinde Mitterkirchen bis zur Mündung in den Hüttinger Altarm.

### Höhenangaben
Innerhalb der Katastralgemeinde sind in der Grundkarte Höhenangaben für Niedersebern und Au an der Donau mit (242 m ü. A.) angemerkt.

### Verkehr
Durch die Katastralgemeinde Au führt die Landesstraße L 570. Die Landesstraße L 570 zweigt in Haid in Mauthausen von der Donau Straße (B 3) ab führt über Au, Naarn, Baumgarten, Schönau weiter nach Mitterkirchen im Machland und mündet in Baumgartenberg wieder in die B 3.

## Geschichte

### Grundherrschaften, Ortsnamen
Die urkundliche Erwähnungen eines Richerus de insula im Jahr 1209 wird der Ortschaft Au zugeordnet, erst bei Ditricus de Aw im Jahr 1267 ist die Nennung von Au klar. 1312 ist ein Konrad von Aw bezeugt, 1351 ein Chunrad von Aw, 1354 ein Konrad von Aw. 1376 kauft Hannes von Aw die eine Hälfte und 1380 auch die andere Hälfte von Windhaag, das dann bis 1400 im Besitz der Auer verbleibt. Nach dem Aussterben der Auer Anfang des 15. Jahrhunderts kam der größere Teil des Urbarbesitzes zur Herrschaft Spielberg.
Markt Au an der Donau
Au hatte bereits sehr früh das Marktrecht. Unter anderem bestätigte der Erzherzog von Österreich, König von Böhmen, Kroatien und Ungarn sowie spätere Kaiser des Heiligen Römischen Reiches Ferdinand I. am 3. März 1530 die Marktfreiheiten von Au, weil die alte Urkunde verloren gegangen war.
Während des Franzosenkrieges 1800 bis 1801 war die Donau eine gegebene und erwünschte Demarkationslinie und das Mühlviertel wurde von der feindlichen Invasion verschont, während Oberösterreich südlich der Donau in Händen der Franzosen war. Während des Franzosenkrieges 1805 schlugen 5000 Mann ihr Lager auf den Wiesen zwischen dem Markt Au und Naarn auf. Während der Zeit von Anfang November 1805 bis 6. März 1806 wurde die Bevölkerung von Plünderungen und Übergriffen belastet. Während des Franzosenkrieges im Jahr 1809 standen beim Markte Au am nördlichen Donauufer die österreichischen und am südlichen Donauufer die französischen und bayerischen Truppen gegenüber. Am 26. Juni 1809 wurde der Markt Au mit Granaten und wollmontierten Eisenkugeln in Brand geschossen und fast zur Gänze eingeäschert. Unter anderem sind das alte Kirchlein samt Friedhof, das Auer Spital und der Pranger zu Grunde gegangen und 16 Häuser stark beschädigt oder zerstört worden. Mit diesen Zerstörungen, zusammen mit folgenden Donauhochwässern und Eisstößen in den Jahren 1819 und 1822 sowie den Folgen des Donaudurchstichs im Jahr 1827 und der damit verbundenen Verarmung der Bevölkerung verlor der Markt Au an wirtschaftlicher Bedeutung.
Aist, Sebern und Oberwagram
Zur Geschichte der Ortschaften im Bereich von Au an der Donau:
- Die Ortschaft Aist ist erstmals im Jahr 1598 fassbar.[4]
- Sebern wurde im Jahr 1151[4] erstmals erwähnt und gilt als altes slawisches Siedlungsgebiet. Der Fluss Aist soll in der betreffenden Gegend einen See gebildet haben, womit Sebern als „bei den Leuten am See“ zu deuten wäre.[4] Später wurde zwischen Obersebern (urkundlich erstmals 1377) und Niedersebern (1481) unterschieden.
- Oberwagram wurde 1301 erstmals erwähnt.[5] Gemäß dem Wortstamm Wagram, der einen Höhenrücken entlang eines Flusses bezeichnet, lag Oberwagram früher oberhalb des Ufers eines großen Aistarmes.
- Die Ortschaft Winkl wurde in den Jahren 1270[4] und 1281[6] erstmals erwähnt.

### Marktgemeinde Au an der Donau (1850–1937)
Auf dem Gebiet der Katastralgemeinde bestand von 1850, als nach der Revolution von 1848/1849 im Kaisertum Österreich in der ganzen Monarchie die Ortsgemeinde im heutigen Sinne eingeführt wurden, bis 1937 die politische Marktgemeinde Au an der Donau. Sie wurde mit Wirkung 1. Jänner 1938 mit den Ortsgemeinden Baumgarten, Naarn und Ruprechtshofen zur Ortsgemeinde Naarn im Machlande zusammengelegt wurde.

### Holzschwemme auf der Aist
Die Holzschwemme auf der Aist wurde von 1801 bis 1948 betrieben. Die 74 Kilometer Triftstrecke nahm im Quellgebiet der Schwarz-Aist ihren Ausgang, wo künstliche Stauteiche und Triftkanäle angelegt wurden.
Künstliche Teiche waren die in Niederösterreich gelegenen Karlstifter Teiche (Höllauteich, Stiriglerteich, Kolmteich und Muckenteich) und die in Oberösterreich gelegenen Rosenhofer Teiche (Großer und kleiner Teich und Neuhofer Schwemme) sowie zwei kleine, 1880 durch Wolkenbrüche zerstörte und nicht wieder instandgesetzte Wildteiche in Weitersfelden.
Es mussten 49 an der Triftstrecke gelegene Wehren passiert werden, die zu 23 Mühlenwerke, zwei Hammerschmieden, vier Elektrizitätswerke, einem Sägewerk, vier Pappenfabriken, einem Kaolinwerk und 14 Wiesen-Bewässerungsanlagen gehörten. In Au befanden sich am Ende der Triftstrecke der Hauptrechen, die Schwemmlände und der Holzplatz.
Verkauf und Abtransport erfolgte zunächst mittels zusammengebauter Flöße, später auch mittels Schlepper auf der Donau oder per Eisenbahn auf Waggons vom nahe liegenden Bahnhof Mauthausen.
Bereits in der ersten Hälfte des 19. Jahrhunderts wurde in Obersebern das Haus der Schwemmverwaltung errichtet. In den 1930er-Jahren waren zur Zeit der Holzschwemme etwa 700 Personen vorübergehend beschäftigt. Nach der Schneedruckkatastrophe im September 1931 wurden in den Rekordjahren 1933 und 1934 jeweils 150.000 Raummeter Holz geschwemmt. Für den Markt Au war die Aistschwemme von großer wirtschaftlicher Bedeutung. Von der Schwemmverwaltung wurden bedeutende Vorhaben der Marktgemeinde wie der Betonbrückenbau über die Aist 1927, der Bau der Verbindungsstraße nach Mauthausen, die Aistregulierung, die Errichtung des elektrischen Lichtnetzes sowie die Gründung der Feuer- und Wasserwehr finanziell unterstützt.

### Flößerhafen
Das Flößerwesen auf der Donau gewann mit der Errichtung städtischer Siedlungen an Bedeutung. Für die Deckung des Holzbedarfes beispielsweise von Wien oder Budapest wurde Holz aus den Wäldern entlang der Donau und deren Nebenflüsse benötigt. Ennsflöße wurden, bevor sie ihre Fahrt auf der Donau fortsetzten, meist in Au an der Donau zu größeren Donauflößen umgebaut. Die kleinen Flöße aus der Enns bzw. Salza sammelten sich in Au und erst wenn etwa 20 kleine Flöße zu je 25 Festmeter Holz eingelangt waren, begann der Floßbau für einen großen Floß („der Auer Donaufloß“). Gemäß der internationalen Schifffahrts-Polizeiordnung vom Jahre 1927 durfte ein Floß auf der Strecke von Passau durch Österreich aus Sicherheitsgründen und wegen der Lenkbarkeit 65 Meter Länge und 15 Meter Breite nicht überschreiten. Die Flöße erreichten einen Tiefgang von höchstens 2 Meter. Die Budapester Flöße erhielten Aufbauten, die für 10 bis 12 Personen Platz boten. In diesen Hütten wurde gekocht und geschlafen.

### Notgeld der 1920er
Anfang der 1920er-Jahre, in der Weltwirtschaftskrise, hat die Marktgemeinde Au an der Donau wie viele andere Notgeld ausgegeben. Auf dem 20-Heller-Schein waren die Auer Häuser Pühringer und Hickersberger zu sehen, auf dem 30-Heller-Schein ein Holzlagerplatz an der Donau und auf dem 50-Heller-Schein der Hauptrechen auf dem Schwemmgelände. Die Rückseite enthielt neben den Standardtexten das offizielle Marktwappen.

## Denkmalschutz
Schiffszug-Relief
Im Bereich der Katastralgemeinde Au befindet sich das 1989 von der Marktgemeinde Naarn angekaufte denkmalgeschützte Haus Oberwagram 6. Das Gebäude wurde als Heimathaus adaptiert und trägt ein Schiffzug-Fresko aus dem Jahr 1797.
Nikolauskapelle in Au
Ebenfalls denkmalgeschützt ist die im Jahr 1900 von Privatpersonen errichtete und 1935 von der Pfarre Naarn erworbene Flößerkapelle. Die neugotische Kapelle wurde zuletzt 1971 und 1997 renoviert und enthält Statuen des Hl. Aloisius von Gonzaga und des Hl. Florian sowie in der Altarmitte ein Metallbild Maria mit dem Kind. Vor dem Altarraum steht links der Hl. Nikolaus. Es handelt sich um einen zweijochigen Giebelbau mit einem Chor und 3/8-Schluss. 2011 erhielt die Kapelle eine Glocke.
Eine erste Kapelle an der betreffenden Stelle hat ihren Ursprung in einer 1682 vom Hochwasser angeschwemmten Relieftafel, nach deren Aufstellung sich rasch Wallfahrten entwickelten. 1713 wurde eine Kapelle errichtet, die möglicherweise 1809 mittels Kanonen vom anderen Donauufer aus in Brand geschossen und zerstört wurde. Eine wieder aufgebaute Kapelle fiel dann dem Hochwasser von 1899 zum Opfer.

## Politik

### Bürgermeister
Während des Bestehens der politischen Ortsgemeinde Au an der Donau wirkten folgende Personen als Bürgermeister:
- Bartholomäus Dirneder (27. Juli 1850 bis 28. Februar 1861)
- Leopold Werfer (28. Februar 1861 bis 5. Oktober 1879)
- Sebastian Gusenbauer (5. Oktober 1879 bis 5. August 1894)
- Alois Pühringer (5. August 1894 bis 1. Jänner 1906)
- Raimund Haberbauer (1. Jänner 1906 bis 8. November 1909)
- Johann Mascherbauer (8. November 1909 bis 1. Juli 1919)
- Karl Josef Luftensteiner (1. Juli 1919 bis 1. Jänner 1925)
- Josef Froschauer (1. Jänner 1925 bis 31. Dezember 1937)

### Wappen
Das ehemalige Wappen von Au an der Donau versinnbildlicht Lage und Namen des alten Flößermarktes: Der Donaustrom durchfließt das grüne Auland der beiden Ufer.

## Wirtschaft, Infrastruktur

### Freiwillige Feuerwehr
Vorläufer des Feuerwehrwesens war eine Betriebsfeuerwehr zum Schutz der Anlagen und des hier gelagerten Schwemmgutes Holz, das im Zuge der Holzschwemme auf der Aist nach Au gelangte. Die von der Schwemmverwaltung angeschaffte Abprotzspritze stand nach 1891 mehrmals bei Brandeinsätzen der Freiwilligen Feuerwehr Naarn im Einsatz. Weiters kam es zur Bildung einer Sanitätspatrouille und kurz darauf auch einer Wasserwehrabteilung.
1905 wurde die Gründung einer Löschrotte Au als Teil der Freiwilligen Feuerwehr Naarn beschlossen. Obwohl mehrmals die Notwendigkeit einer eigenen Feuerwehr für Au betont wurde, kam es erst 1923 zur Gründung der Freiwilligen Feuer- und Wasserwehr Au an der Donau, die zunächst in die Steigerabteilung, die Spritzenabteilung und die Rettungsabteilung gegliedert war. 1924 konnte der Bau eines Feuerwehrhauses in Angriff genommen werden, das 1925 eröffnet und eingeweiht wurde. 1938 erfolgte die Zusammenlegung zur Freiwilligen Feuerwehr der Gemeinde Naarn.
1946 wurde die Freiwillige Feuer- und Wasserwehr Au/Donau wiedererrichtet. Die Ausrüstung wurde sukzessive den Anforderungen angepasst und 1959 konnte ein neues Feuerwehrhaus eröffnet werden, das von 1993 bis 1998 gründlich renoviert wurde.
2018 wurde eine mobile Hochwasserpumpe angeschafft. 2019 wurde ein größeres Feuerwehrhaus an einen anderen Standort bezogen und 2021 ein neues Löschfahrzeug mit Allradantrieb und Bergeausrüstung (LFA-B) gekauft.

### Tourismus
In Naarn wurde 1998 der Tourismusverband Naarn – Au/Donau gegründet und damit die Voraussetzung zur Einbindung in die Region Donauland-Strudengau geschaffen.
1999 konnte die Schiffstation Au/Donau eröffnet werden. Das Freizeitgelände in Au an der Donau umfasst u. a. einen Motorboothafen, einen Campingplatz, eine Freizeithalle, eine Kulturbühne, einen Kinderspielplatz und Liegewiesen.
Der Tourismusverband koordiniert die touristischen Aktivitäten der Gemeinde. Zu den Gästen des Marktes zählen neben Geschäftsreisenden Camper die auf dem Campingplatz in Au an der Donau bis zu 3 Wochen verweilen und andererseits die Benutzer des Donauradwegs und des Donausteigs, die überwiegend als Tagesgäste in den Ort kommen. Seit 2008 besteht eine kleine Kulturbühne auf dem Damm oberhalb des Jachthafens.